# Kreosotbusk-familien
Kreosotbusk-familien (Zygophyllaceae) er en lille, tropisk og subtropisk familie. Det er urter til træer med sammensatte, modsatte blade. Bladfæsterne er ofte opsvulmede. Blomsterne indeholder 10 støvdragere. Her nævnes kun en enkelt slægt, som af og til ses omtalt i medierne.
Nogle buske er op til 11.500 år gamle.[kilde mangler]
| Slægter |

- Kreosotbusk (Larrea)